# Philoliche neocaledonica
Philoliche neocaledonica är en tvåvingeart som först beskrevs av Megnin 1878.  Philoliche neocaledonica ingår i släktet Philoliche och familjen bromsar. Inga underarter finns listade i Catalogue of Life.